# Partido Proteccionista
El Partido Proteccionista (en inglés: Protectionist Party) fue un partido político australiano formalmente en funcionamiento entre 1889 y 1909, cuyas políticas se centraban en el proteccionismo. Defendían que Australia necesitaba aranceles que protegieran la industria nacional para crecer y proveer empleo. Sus líderes más prominentes fueron Sir Edmund Barton y Alfred Deakin, primer y segundo primeros ministros de Australia. 
El voto proteccionista había declinado considerablemente para las elecciones federales de 1906, y con el Partido Laborista habiendo formado ya un gobierno en minoría con Chris Watson en 1904, la victoria de Andrew Fisher en 1908 escandalizó al establishment, que presionó para que los dos partidos no laboristas formaran una alianza antisocialista. Deakin y el librecambista Joseph Cook creyeron que una unión sería necesaria para contrarrestar el creciente dominio electoral del Partido Laborista. El Partido Proteccionista terminó separándose, con los miembros más liberales, como Isaac Isaacs y H.B. Higgins, apoyando a los laboristas, mientras que Deakin y sus seguidores se unieron al Partido Antisocialista (anteriormente Free Trade Party) para formar el Commonwealth Liberal Party, que formaría una minoría de gobierno, en 1909, antes de que los laboristas consiguieran la primera mayoría absoluta del país en las elecciones de 1910.

## Resultados electorales
|  | 36.75 % |

|  | 29.70 % |

|  | 16.44 % |